# Plebs (serie televisiva)
Plebs è una sitcom britannica trasmessa su ITV2. È stato trasmesso per la prima volta nel marzo del 2013 ed è stato prodotto da Tom Basden, Caroline Leddy, Sam Leifer e Teddy Leifer.
Nel cast Tom Rosenthal, Ryan Sampson, Jon Pointing, Joel Fry e Tom Basden, che interpretano i giovani residenti dell'antica Roma. 

## Trama
Tre giovani disperati di periferia mentre cercano di scopare , mantenere un lavoro e scalare la scala sociale in una grande città, che sembra essere l'antica Roma.

## Episodi
| Stagione         | Episodi                 | Prima TV originale | Prima TV italiana |
| ---------------- | ----------------------- | ------------------ | ----------------- |
| Prima stagione   | 6                       | 2013               | inedita           |
| Seconda stagione | 8                       | 2014               | inedita           |
| Terza stagione   | 8                       | 2016               | inedita           |
| Quarta stagione  | 8                       | 2018               | inedita           |
| Quinta stagione  | 8                       | 2019               | inedita           |
| Speciale         | Plebs: Soldiers of Rome | 2022               | inedita           |

## Riconoscimenti
British Comedy Awards - 2013
- Miglior programma comico nuovo

RTS Craft and Design Awards - 2013
- Candidatura per la migliore musica e la musica dei titoli originali a Oliver Julian

Royal Television Society - 2014
- Miglior commedia con sceneggiatura

Royal Television Society Programme Awards - 2014
- Candidatura per la migliore sceneggiatura comica a Sam Leifer, Tom Basden
- Candidatura per la migliore interpretazione comica a Ryan Sampson

TV Choice Awards - 2016
- Candidatura per la migliore serie comica

Writers' Guild of Great Britain Awards - 2016
- Candidatura per la migliore commedia di situazione

Rose d'Or Awards - 2019
- Candidatura per migliore sitcom